# Weißes Gold (Film)
Weißes Gold, in der Schweiz unter dem Titel Weisses Gold, in Norddeutschland unter Angela, später auch als Bergwasser und (ab 1955) unter der Neubetitelung Schatten über dem Vergeiner Hof gezeigt, ist ein österreichisch-schweizerischer Heimatfilm aus dem Jahre 1948 von Eduard von Borsody mit Heinrich Gretler, Alma Seidler, Robert Freitag und Angela Salloker (als titelgebende Angela) in den Hauptrollen.

## Handlung
Der knorrige, alte Bauer Vergeiner bewirtschaftet seinen seit rund 300 Jahren in Familienbesitz befindlichen Tiroler Hof mit größter Überzeugung und hält von dem Einzug der Moderne rein gar nichts. Sein jüngerer Sohn Konrad packt ebenfalls auf dem Hof kräftig mit an. Als eines Tages sein ältester Sohn Andreas auf den Bauernhof zurückkehrt, hat dieser keine guten Nachrichten im Gepäck. Der junge Mann hat Karriere als Ingenieur in einem Wasserkraftwerk gemacht und verkündet nun seinem Vater, dass dieser den Vergeinerhof aufgeben müsse, denn in der Nähe solle ein gewaltiges Stauwerk errichtet werden. Dazu müsse der Wasserverlauf verändert werden, der bislang den väterlichen Hof gespeist hatte. Prompt kommt es zu einem heftigen Disput zwischen dem störrischen Alten, der Veränderungen strikt ablehnt, und Andreas Vergeiner, der einen Job zu erledigen hat. Schließlich verweist der alte Vergeiner den jungen des Hofs. Es kommt schließlich zu juristischen Auseinandersetzungen, doch der Hof-Patriarch vermag auf gerichtlichem Wege nichts zu ändern. 
Der Streit zwischen Alt und Jung, zwischen dem Gestern und der Moderne, führt dazu, dass die Alt-Bäuerin schwer erkrankt. Als sie im Sterben liegt, muss ihr Mann ihr schwören, dass er eines Tages Andreas verzeiht. Die Bauarbeiten am Kraftwerk gehen derweil ordentlich voran, da tritt ein neuer Konflikt auf: Konrad kann es nicht ertragen, welche Rolle sein älterer Bruder in der ganzen Angelegenheit spielt, und er ist obendrein eifersüchtig darauf, dass die hübsche Angela ein Auge auf Andreas geworfen hat. Konrad stiehlt daraufhin Dynamit vom Bautrupp, um den errichteten Damm des Kraftwerks in die Luft zu sprengen. Im letzten Moment kann Andreas ihn daran hindern. Schließlich droht Angela auch noch beinah im Stausee zu ertrinken, sie wird aber von Konrad gerettet. Es kommt zur Versöhnung zwischen den beiden Brüdern und zwischen Andreas und dem Alten. Andreas findet in der jungen Konstruktionszeichnerin Maggie eine neue Liebe und kann überdies eine bautechnische Lösung vorlegen, mit der das Bauvorhaben einerseits abgeschlossen und andererseits der Vergeinerhof in seinem Bestand bewahrt werden kann.

## Produktionsnotizen
Weißes Gold, in der Schweiz Weisses Gold geschrieben, war eine trotz Schweizer finanzieller Beteiligung fast ausschließlich österreichische Produktion, die zwischen Mai und Juli 1948 an Tiroler Drehorten (Filmatelier Thiersee, Kufstein, Ort Thiersee und rund um den Großglockner) entstand. Die Uraufführung erfolgte am 11. März 1949 im Zürcher Capitol-Kino. In Österreich erfuhr der Film seine Premiere am 22. April 1949 in Deutschland am 8. September 1950 in München.
Kurt Hartmann übernahm die Produktionsleitung, Julius von Borsody entwarf die Filmbauten. Arthur Beul schrieb die Lieder. Karl Heinz Leiter war Regieassistent.

## Kritiken
Die Geschichte des Schweizer Films nannte Weißes Gold einen „Tiroler Heimatfilm mittelmässiger Machart“
Das Lexikon des Internationalen Films befand: „Ein eher schwerfälliger Heimatfilm.“